# Fatima el-Sharif

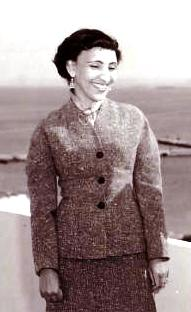
Königin Fatima von Libyen

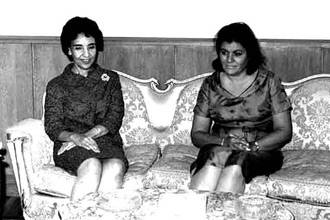
Königin Fatima (links) mit Tahia Kazem, der Frau von Präsident Nasser

Fatima el-Sharif (arabisch فاطمة الشريف, DMG Fāṭima aš-Šarīf), nach ihrer Heirat Fatima as-Senussi, oder Fatima Al-Shifa Al-Sinousi (* 1911 in der Oase Kufra, Libyen; † 3. Oktober 2009 in Kairo, Ägypten) war als Frau von König Idris I. von 1951 bis 1969 Königin von Libyen.

## Leben
Fatima el-Sharif wurde 1911 als fünfte Tochter von Ahmed Sharif es Senussi (1875–1933) geboren. Ihr genaues Geburtsdatum ist unbekannt. Ihr Vater war der frühere Chef des Senussi-Ordens und während der Kolonialzeit am Widerstand gegen die italienische Besatzung Libyens beteiligt. 1929 musste die Familie vor den Italienern nach Ägypten fliehen. 1931 heiratete sie in der Oase Siwa Muhammad Idris al-Senussi, den späteren König Idris I. Das einzige Kind des Paars, ein Sohn, starb 1953 am Tag nach seiner Geburt.
Mit der Krönung ihres Mannes zum König von Libyen 1951 wurde Fatima zur Königin von Libyen. 1954 kam es zu einem Konflikt mit ihrem Mann, als ihr Neffe den Ratgeber des Königs Ibrahim al-Shelhi ermordete, der Idris I. Gerüchten zufolge davon überzeugen wollte, seine eigene Tochter zu heiraten. Daraufhin befahl Idris die Hinrichtung des Neffen seiner Frau. Als der König in der Folge dem Druck nachgab, zur Zeugung königlichen Nachwuchses zusätzliche Frauen zu heiraten, schlug Fatima zwei Kandidatinnen vor. Idris wählte jedoch keine der beiden, sondern die Ägypterin Alia Abdel Kader Lamloum, die er 1955 heiratete. Königin Fatima weigerte sich, aus dem königlichen Palast in Tobruk auszuziehen, und versöhnte sich nach einigen Monaten wieder mit Idris. Das Paar nahm in der Folge mehrere Pflegekinder zu sich und adoptierte die Tochter Suleima.
Königin Fatima unterstützte ihren Mann in der Öffentlichkeit und wurde zum Rollenmodell für libysche Frauen. Sie trug keinen Schleier und spielte als Königin eine aktive Rolle in der Gesellschaft, wo sie regelmäßig an öffentlichen Veranstaltungen teilnahm.
Fatima befand sich zum Zeitpunkt des Staatsstreichs durch Muammar al-Gaddafi 1969 zusammen mit ihrem Mann in der Türkei. Das Paar zog danach ins Exil nach Kairo. Sie wurde von einem libyschen Revolutionsgericht im November 1971 in Abwesenheit zu fünf Jahren Haft sowie Einziehung ihres Eigentums verurteilt. 2007 erhielt sie ein Haus in Tripolis zurück. Sie starb am 3. Oktober 2009 im Alter von 98 Jahren in ihrer Wohnung in Kairo.